# Liste der Industrie- und Handelskammern in Belgien
Diese Liste enthält alle 14 belgischen Industrie- und Handelskammern (französisch Chambre de commerce et d’industrie (CCI), niederländisch Kamer van Koophandel), die im Verband der Industrie- und Handelskammern von Belgien (niederländisch Federatie van Belgische Kamers van Koophandel) zusammengeschlossen sind.
| Name                                                             | (Haupt-)Sitz |
| ---------------------------------------------------------------- | ------------ |
| Chambre de Commerce et Union des Entreprises de Bruxelles (BECI) | Brüssel      |
| Chambre de Commerce et d’Industrie de la Wallonie Picarde        | Mouscron     |
| Chambre de Commerce et d’Industrie de Liège-Verviers-Namur       | Namur        |
| Chambre de Commerce et d’Industrie du Brabant wallon             | Nivelles     |
| Chambre de Commerce et d’Industrie du Hainaut                    | Charleroi    |
| Chambre de Commerce et d’Industrie du Luxembourg belge           | Libramont    |
| Industrie- und Handelskammer Eupen-Malmedy-St.Vith               | Eupen        |
| Voka-Kamer van Koophandel Antwerpen-Waasland                     | Antwerpen    |
| Voka-Kamer van Koophandel Kempen                                 | Geel         |
| Voka-Kamer van Koophandel Limburg                                | Hasselt      |
| Voka-Kamer van Koophandel Mechelen                               | Mechelen     |
| Voka-Kamer van Koophandel Oost-Vlaanderen                        | Oudenaarde   |
| Voka-Kamer van Koophandel Vlaams-Brabant                         | Löwen        |
| Voka-Kamer van Koophandel West-Vlaanderen                        | Kortrijk     |